# Universidad de Nantes
La Universidad de Nantes (en francés: Université de Nantes) es una universidad pública francesa situada en la ciudad de Nantes. Fue fundada el 4 de abril de 1460, cuando Francisco II de Bretaña sugirió la creación de la Universidad de Bretaña, pero se reestructuró en 1961. Imparte cursos en las siguientes áreas: Derecho, Economía, Gestión, Artes, Lenguas, Ciencias, Tecnología, Salud, Ciencias humanas y sociales.  Además de los varios campus dispersos en la ciudad de Nantes, hay dos campus satélite situados en Saint-Nazaire y La Roche-sur-Yon. La universidad ocupó el puesto 401-500 en el Times Higher Education de 2016.
A escala nacional y en lo que respecta a la inserción profesional tras la graduación, la Universidad de Nantes oscila entre el puesto 3 y el 40 de 69 universidades en función del campo de estudios. Actualmente, la universidad cuenta con unos 34 500 estudiantes. Más del 10 % de ellos son estudiantes internacionales procedentes de 110 países.
Entre los exalumnos más destacados se encuentran el ex primer ministro Jean-Marc Ayrault, el exministro de Agricultura Stéphane Le Foll, el fiscal general de Colombia Francisco Barbosa y el funcionario de las Naciones Unidas Clément Nyaletsossi Voule.